# كريل مرهف
كريل مرهف (الاسم العلمي: Euphausia tenera) هو نوع من المفصليات يتبع جنس الكريل من الفصيلة الكريلية.